# Mecca (Indiana)
Pour les articles homonymes, voir Mecca.
Mecca est une municipalité américaine située dans le comté de Parke en Indiana. Lors du recensement de 2010, sa population est de 335 habitants.

## Géographie
Mecca se trouve dans l'ouest de l'Indiana.
La municipalité s'étend sur 0,39 mille carré (1,01 km2).

## Histoire

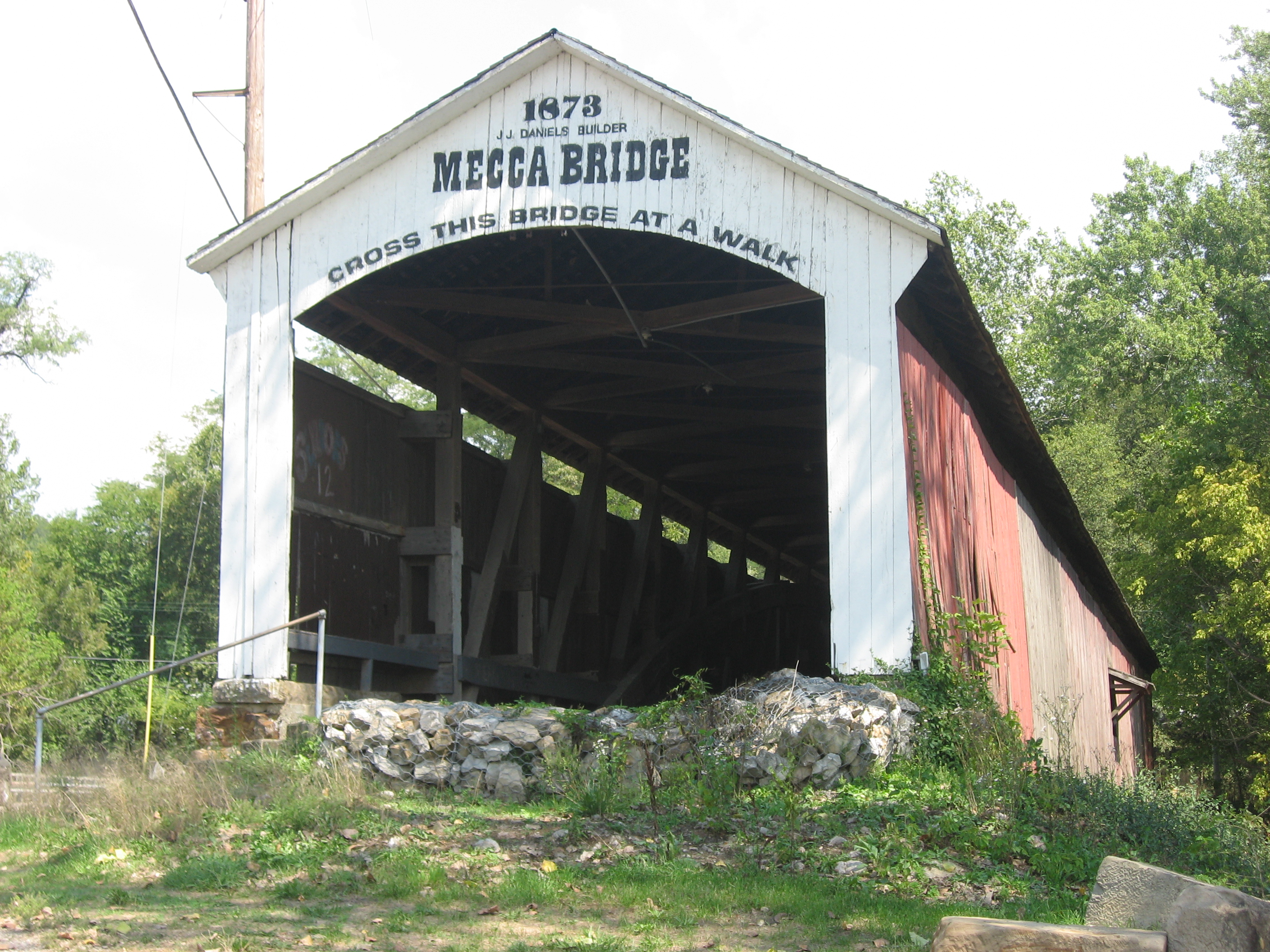
Le pont couvert de Mecca.

D'abord appelée Maidstone, la localité est fondée en 1890 par Samuel Hixon et Tom L. McCune. Le nom de Mecca — qui signifie La Mecque en anglais — est peut-être dû à la présence d'ouvriers musulmans dans la région. Il s'inscrit dans un contexte d'orientalisme qui toucha l'Amérique dans la deuxième moitié du XIXe siècle.
La ville, qui a compté jusqu'à 2 000 habitants, est durement touchée par la Grande Dépression.
Mecca compte deux monuments inscrits au registre national des lieux historiques :
- l'école de Wabash Township, construite en 1901 dans un style roman richardsonien, agrandie en 1910 et équipée d'un gymnase en 1923[4] ;
- le pont couvert de Mecca, construit avec des arches de Burr en 1873 sur la Big Raccon Creek[5].